# Процюк Віталій Романович
Віта́лій Рома́нович Процю́к (27 січня 1994 , Синютки, Хмельницька область  — 18 грудня 2022 , Золотарівка, Луганська область ) — старший солдат Збройних сил України, учасник російсько-української війни, який загинув під час вторгнення Росії в Україну.

## Біографія

### Ранні роки
Віталій Процюк народився 27 січня 1994 року в селі Синютки, Шепетівського району, Хмельницької області.
У 2000 році розпочав навчання в Гулівецькій ЗОШ, потім навчався в Славутському ліцеї.
У 2011 році вступив до Тернопільського національного економічного університету на спеціальність «комп'ютерна інженерія» на бюджетну форму, оскільки мав високі бали на ЗНО. Проте диплом так і не забере з деканату, оскільки ще в процесі навчання вирішив, що ця сфера йому не до душі. У 2015 році закінчив бакалавріат та вступив на магістратуру за спеціальністю «економіка» також до ТНЕУ, закінчив магістратуру у 2017 році.
Деякий час працював консультантом з оформлення тендерів у місті Києві.

### Вторгнення Росії в Україну
24 лютого 2022 року пішов добровольцем до лав київської ТрО. Охороняв аеропорт Жуляни, брав участь у боях за Бучу, Ірпінь, потім був учасником звільнення Харківської області від російської армії.
Служив разом з відомим українським активістом Геннадієм Афанасьєвим,[неавторитетне джерело] обидва військових загинули в один день.
Потім[коли?] з ТрО перейшов безпосередньо до лав ЗСУ. Був переведений у Луганську область.

### Смерть
Загинув 18 грудня 2022 року поблизу села Золотарівка Луганської області до останнього відбиваючи напад ворога.
Похований 29 грудня 2022 року у рідному селі Синютки.

## Нагороди
Орден «За мужність» III ступеня (31 жовтня 2023 року, посмертно) — за особисту мужність, виявлену у захисті державного суверенітету та територіальної цілісності України, самовіддане виконання військового обов'язку